# Zоряна
«Zоряна» (англ. Zoryana) — український поп-рок гурт, лідером якого є дівчина на ім'я Зоряна Скірко, фіналістка проекту «Свіжа кров» на каналі М1.

## Історія гурту

### 2006
3 травня 2006 — заснування гурту. 6 червня гурт виступає на День міста Стрия, починає активну творчість та пошук свого власного стилю. Липень 2006 — гурт «Zоряна» потрапляє у фінальну топ-20 конкурсу «Перлини сезону» і з успіхом виступає з піснями «Шукаю» та «Серце» на центральному майдані Запоріжжя. Пряма трансляція цього проекту відбувалася в етері телеканалу «Перший національний».

### 2007–2008
Початок 2007 — у новорічну ніч гурт виступає в США (Чикаґо, готель «Ritz»). 2007–2008 рр. — гурт бере участь у зйомках телепроєкту Першого національного «Наша пісня», у хіт-параді якого (завдяки СМС-голосуванню глядачів) посідає перше місце з треком «Тікай». Травень-жовтень 2008 — гурт «Zоряна» стає хед-лайнером молодіжного туру «Музика нової хвилі» та виступає на сценах у понад тридцяти містах України.

### 2009
Лютий 2009 — гурт «Zоряна» потрапляє у топ-30 фіналістів відбіркового туру «Євробачення 2009» в Україні з піснею «Включаю PLAY» та виступає наживо в етері Першого національного. Квітень-грудень 2009 — гурт бере участь у телевізійному проекті Першого національного «Фольк-music» та стає переможцем місяця.

### 2010

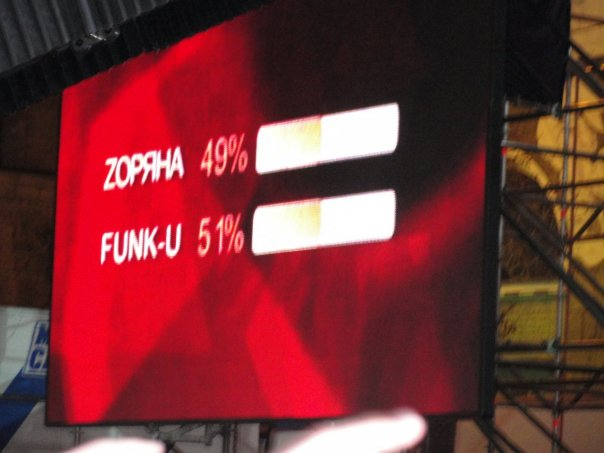
У фіналі проекту «Свіжа кров» гурт «Zоряна» поступився реп-гурту з Києва «FUNK-U».

14 лютого 2010 — гурт «Zоряна» відіграє сольний концерт у львівському кінотеатрі ім. О. Довженка. 17 липня 2010 — гурт «Zоряна» проходе відбір на інтернет-порталі серед 500 команд та стає одним з 32 учасників проекту «Свіжа кров» на телеканалі «М1». Членами журі цього конкурсу були: генеральний директор каналу М1 Олександр Асаулюк, співачка Lama, лідер гурту «Тартак» Сашко Положинський та представник Діджус Неля Ус. Перемігши в батлі такі гурти як «Alea», «Супер дівка», «Безпека», «Rock-H», гурт «Zоряна» виходить у фінал проекту. Під час виступів у проекті «Свіжа кров» команда відіграє наживо пісні «Кіно», «Включаю PLAY» та «Тікай». 5 вересня 2010 — гурт «Zоряна» стає фіналістом проекту «Свіжа кров» та виступає на Контрактовій площі у Києві. Пряма трансляція концерту відбувалася в етері телеканалу М1. 24 вересня 2010 — гурт «Zоряна» презентує у прямому етері музичного каналу М1 свій перший кліп на пісню «Включаю PLAY». Режисером відеороботи є Денис Гамзінов. Кліп активно ротується в етері М1 та отримує масу позитивних відгуків як з боку зірок (Lama, Kishe), так і від людей на інтернет-порталах. 7 жовтня 2010 — канал М1 розпочинає серію вечірок від проекту «Свіжа кров» у київському клубі «Арена» разом з фіналістами цього конкурсу: гуртами «Zоряна» та «Funk-U».

### 2011
1 січня 2011 — гурт «Zоряна» бере участь у новорічному концерті каналу М1. 29 січня 2011 — «Zоряна» виступає у хіт-параді «Наша пісня» (Перший національний) з треком «Включаю Play». 8 березня 2011 — виходе новий кліп на пісню «Шукаю» у рамках мюзиклу «Згадати першу любов». Режисером відео є Сашко Кулик (гітарист гурту «Zоряна»). 19 березня 2011 — прем'єра від гурту «Zоряна» на каналі М2 кліпу «Кіно». У відео також знялась ведуча каналу М1, Дєвушка Блонда. Режисером роботи є Денис Гамзінов. Квітень-травень 2011 — «Zоряна» бере участь на Новому каналі, в шоу «Хто проти блондинок?». Опонентами дівчини були: Марія Єфросініна, Наталя Бочкарьова, Павло Зібров, брати Борисенко та ін. 14 травня 2011 — Зоряна бере участь у шоу «Інтуїція» на Новому каналі та отримує грошову винагороду. 11 червня 2011 — гурт «Zоряна» разом з Dj Bald Bros презентують у етері телеканалу М2 кліп на реміксований варіант пісні «Кіно». Режисер роботи: Денис Гамзінов. З 28 серпня по 17 вересня 2011 — тур гурту «Zоряна» по таких містах, як Рівне, Кузнецовськ, Тульчин. 9 жовтня 2011 — виступ гурту «Zоряна» у проекті Першого національного «Фольк-music». 29 жовтня 2011 — «Zоряна» бере участь в програмі «Дєвушка блонда на каналі М1» та у програмі «Тет 2.0» (телеканал ТЕТ). 30 жовтня 2011 — Зоряна бере участь у проекті каналу «1+1» — «10 способів закохатися». 27 жовтня 2011 — на порталі dmd.djuice.ua пісню гурту «Zоряна» «Включаю Play» завантажило понад 27 000 користувачів, не враховуючи інші популярні соціальні мережі. Листопад 2011 — Зоряна бере участь у проекті телеканалу СТБ «Куб».

### 2012
Грудень 2012 — гурт «Zоряна» презентує новий трек «Наша зима». Січень 2012 — Зоряна стає учасницею шоу «Світлі голови» на Новому каналі. Жовтень 2012 — гурт презентує вихід нового альбому «Play».

### 2014
У 2014 році гурт презентує новий кліп на пісню «Дихаю тобою».

## Про лідера гурту
Зоряна Скірко народилася 23 серпня 1984 року в Бережанах, Тернопільська область, УРСР. Має 10 ступінь з Айкідо Йосінкан.